# 圆苞紫菀
圆苞紫菀（学名：Aster maackii）为菊科紫菀属的植物。分布于朝鲜、俄罗斯以及中国大陆的黑龙江、吉林等地，生长于海拔900米至1,000米的地区，常生长在阴湿坡地、杂木林缘、积水草地及沼泽地，目前尚未由人工引种栽培。

## 别名
肥后紫菀（日本名）